# Mont Porsild
Le mont Porsild est un sommet du Yukon au Canada. Il culmine à 2 533 m d'altitude.
Il porte le nom d'Alf Erling Porsild.